# 842. pr. Kr.
◄ | 10. stoljeće pr. Kr. | 9. stoljeće pr. Kr. | 8. stoljeće pr. Kr. | ►
◄ | 870-ih pr. Kr. | 860-ih pr. Kr. | 850-ih pr. Kr. | 840-ih pr. Kr. | 830-ih pr. Kr. | 820-ih pr. Kr. | 810-ih pr. Kr. | ►
◄◄ | ◄ | 845. pr. Kr. | 844. pr. Kr. | 843. pr. Kr. | 842 pr. Kr. | 841. pr. Kr. | 840. pr. Kr. | 839. pr. Kr. | ► | ►►
Astronomija

## Događaji
- Jehu postaje kralj Izraela poslije ubojstva Jorama, Akabovog sina.
- Atalija, majka Abhazije, kralja Jude, preuzima vlast nakon njegovog ubojstva.